# Cortodera omophloides
Cortodera omophloides — жук из семейства усачей и подсемейства усачиков.

## Описание
Жук длиной от 8 до 11 мм. Время лёта взрослого жука с мая по июнь.

## Распространение
Распространён в Турции.

## Экология и местообитания
Жизненный цикл вида длится, возможно, только один год. Кормовые растения неизвестны.